# Aquilegia vulgaris
Aquilegia vulgaris, cunoscută  sub numele de căldărușă (in engleza European columbine) este o plantă din specia Aquilegia din familia Ranunculaceae. Este o plantă perenă ierboasă cu înflorire care crește până la 1,2 m înălțime, cu tulpini ramificate, subțire, păroase. Frunzele sunt biternate; fiecare frunză are trei grupe de trei pliante. Florile, în diferite nuanțe de violet, albastru, roz și alb, sunt pandantive sau orizontale cu pinteni agățați și apar la începutul verii.
Epitetul latin specific vulgaris înseamnă „comun”.
Această specie și diverși hibrizi derivați din ea sunt flori populare de grădină, disponibile într-o varietate de culori unice și bi-culori, în forme simple și duble. Deși perene, cultivarele pot fi de scurtă durată și astfel sunt tratate cel mai bine ca bienale. Capetele de flori petrecute ar trebui îndepărtate pentru a împiedica planta să semințe. Cultivele includ seria Barlow („Nora Barlow”, „Black Barlow”, „Rose Barlow”, „Christa Barlow”), „Pretty Bonnets”. Semințele pot fi vândute sub formă de amestecuri. Cultivatorul cu flori albe „Nivea” a câștigat Premiul Societății Horticole Royal pentru Meritul Grădinii.
Planta este un membru al familiei otrăvitoare Ranunculus și toate părțile plantei, inclusiv semințele, sunt otrăvitoare dacă sunt ingerate. Este posibil ca inhalarea prafului de semințe zdrobite sau uleiurile care să absoarbă altfel poate provoca otrăvire sau, cel puțin, să prezinte simptome de otrăvire.
Testul de toxicitate acută la șoareci a arătat că extractul de etanol și principalul compus flavonoid izocitosisid din frunzele și tulpinile Aquilegia vulgaris pot fi clasificate ca netoxice, deoarece o doză de 3000 mg / kg nu a provocat mortalitate la șoareci.
În herbalism tradițional, columbina era considerată sacră pentru Venus; purtând o poză din ea s-a spus că trezește afecțiunile unei persoane dragi. Nicholas Culpeper a recomandat semințele luate în vin pentru a grăbi procesul de naștere. În medicina pe bază de plante moderne este folosit ca astringent și diuretic.